# 藤原岳
藤原岳（ふじわらだけ）は鈴鹿国定公園の三重県いなべ市と滋賀県東近江市との境界にある山。標高1,144m。鈴鹿山脈の北部に位置し、日本三百名山及び関西百名山、花の百名山に選定されている。

## 概要
三重県側は太平洋セメント藤原鉱山となっており、石灰石が山容が変わるほど採掘されている。山頂は比較的平坦であり、山頂及びその北西にある標高1,171mの天狗岩は展望地となっている。南には竜ヶ岳をはじめとする鈴鹿山脈の山々を望むことができる。また周辺はフクジュソウやセツブンソウなどの群生地で、花の百名山及び新・花の百名山に選定されている。また、東近江市が市政10周年を記念して2015年（平成27年）9月に選定した鈴鹿10座の一座でもある。特に、春先の花のシーズンには多くのハイカーが訪れる。

## 気候
藤原岳周辺は、伊勢湾に近いため、太平洋側の気候である。冬には、北西の季節風により、日本海から雪雲が流れ込み、山頂部は積雪する。

## 藤原スキー場
1931年（昭和6年）三岐鉄道三岐線の開業と共に、藤原岳山頂部に藤原スキー場がオープンした。戦時中一時期は途絶えていた。1953年（昭和28年）に、三岐鉄道が８合目までの滑走コース、登山道の改修や藤原山荘の建設を行った。同年2月に再オープンし、スキー場開きには高松宮が招かれた。当時の藤原山荘管理人によると、山荘は食事付きで100人ほどが泊まれ、日曜日など多いときには1,000人ほどのスキーヤーで賑わったという。山荘に貸しスキーがあったものの、初心者以外は、麓から担ぎ上げる人が多かったという。1966年（昭和41年）に、三岐鉄道により2号目付近から8合目付近を結ぶ延長1271mの都山リフトの建設が計画されたが、着工には至らなかった。現在、藤原山荘（避難小屋）と、トイレが建っている。

## 登山コース
三重県側のいなべ市には、表道と裏道の登山道があり、両道は八合目で合流する。三岐鉄道三岐線西藤原駅周辺、または聖宝寺が登山口となっている。滋賀県側から登られることは少ない。「鈴鹿セブンマウンテン」に選定されている。表道と裏道の登山道がよく利用されている。9合目のさらに上には藤原山荘がある。
藤原山荘から北側の縦走路の少し西にある天狗岩（標高1,171m）と藤原岳の両方に登る例もある。
- 表道（大貝戸道）登山口には、いなべ市が整備した、休憩所と駐車場がある。休憩所にはトイレと休憩室と靴洗い場がある。
- 裏道（聖宝寺道）登山口の少し上には聖宝寺があり、登山道の名称は、このお寺が由来となっている。豪雨により登山道が崩れ、一部に迂回路が設けられている。
  - なお、裏道（聖宝寺道）は2011年（平成23年）11月現在通行止めになっている。通行再開は、2013年（平成25年）春頃の見込み。
- 縦走コース（北側）鞍掛峠から、近くの御池岳を経由して縦走する例がある。
- 縦走コース（南側）治田峠から、縦走する例がある。

以下は、上級者向けのバリエーションコースで、坂本谷道は通行禁止となっている。
- 木和田尾（バリエションコース）送電線巡視路
- 丸尾（バリエションコース）　寒川の小ピークを通る尾根道
- 西尾根（バリエションコース）
- 孫太尾根（バリエションコース）
- 坂本谷道（土石流で登山道崩壊のため通行禁止）実質的廃道化。

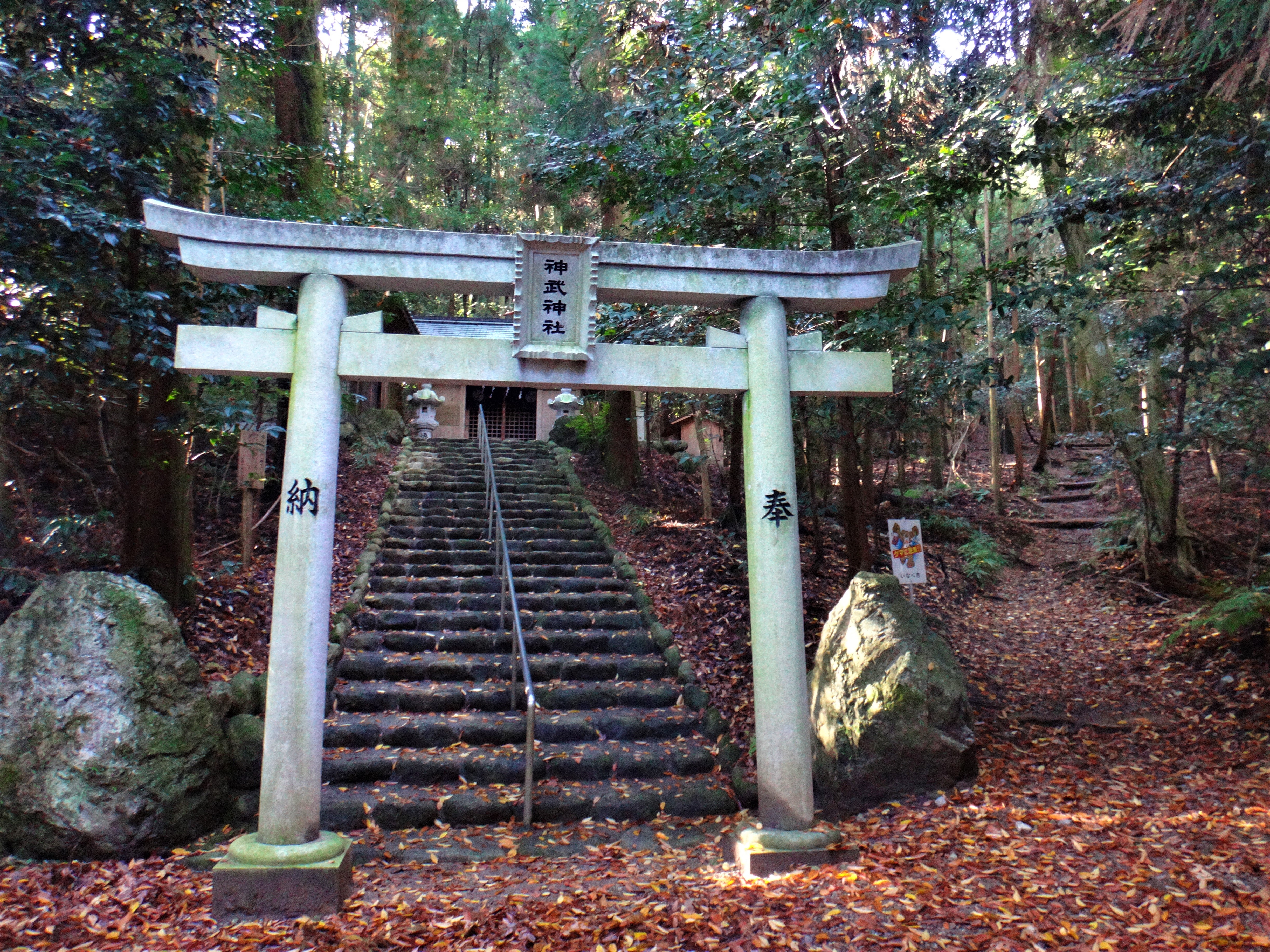
神武神社（大貝戸道）
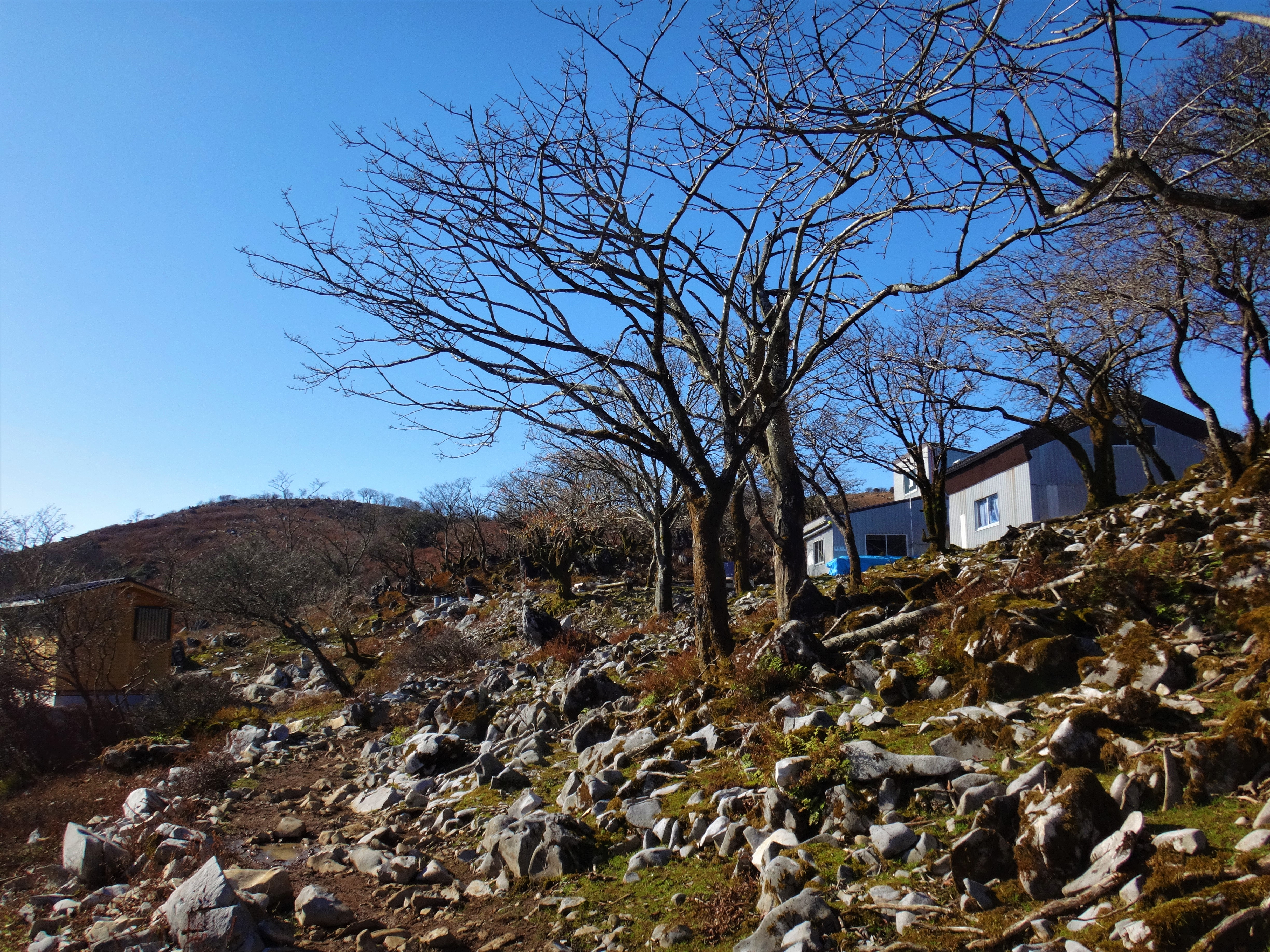
藤原山荘
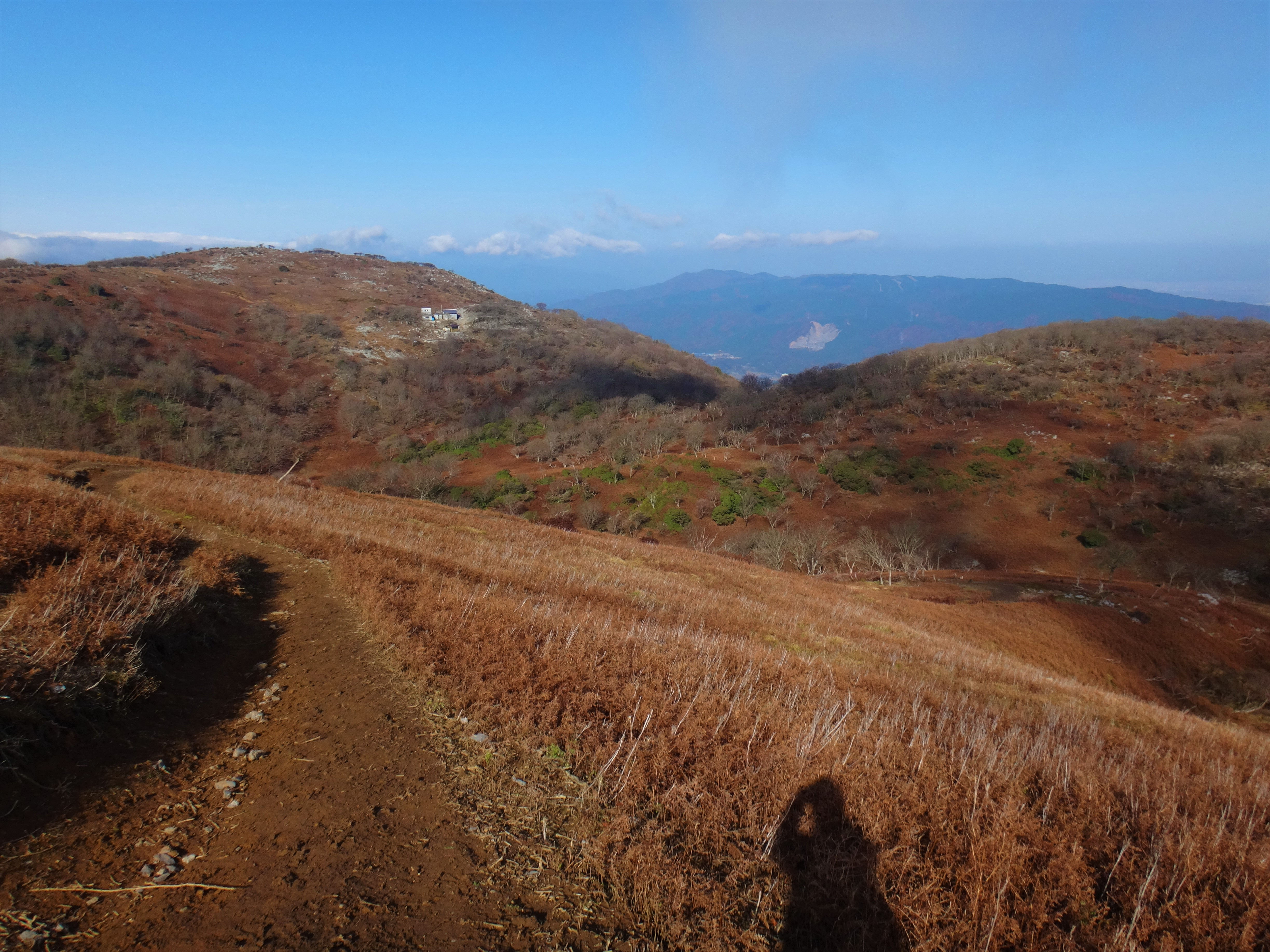
山頂から藤原山荘方面
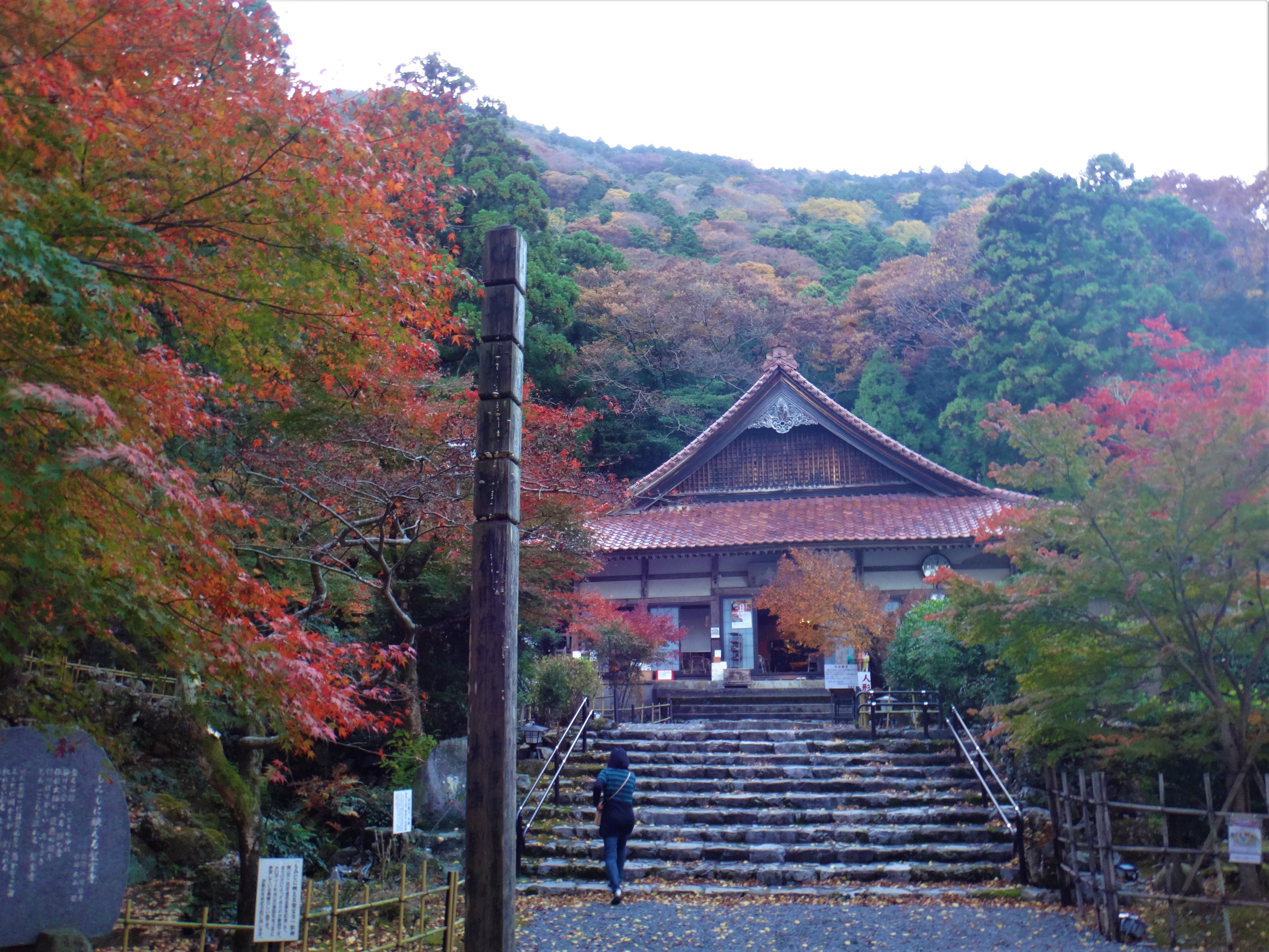
聖宝寺

## 地理

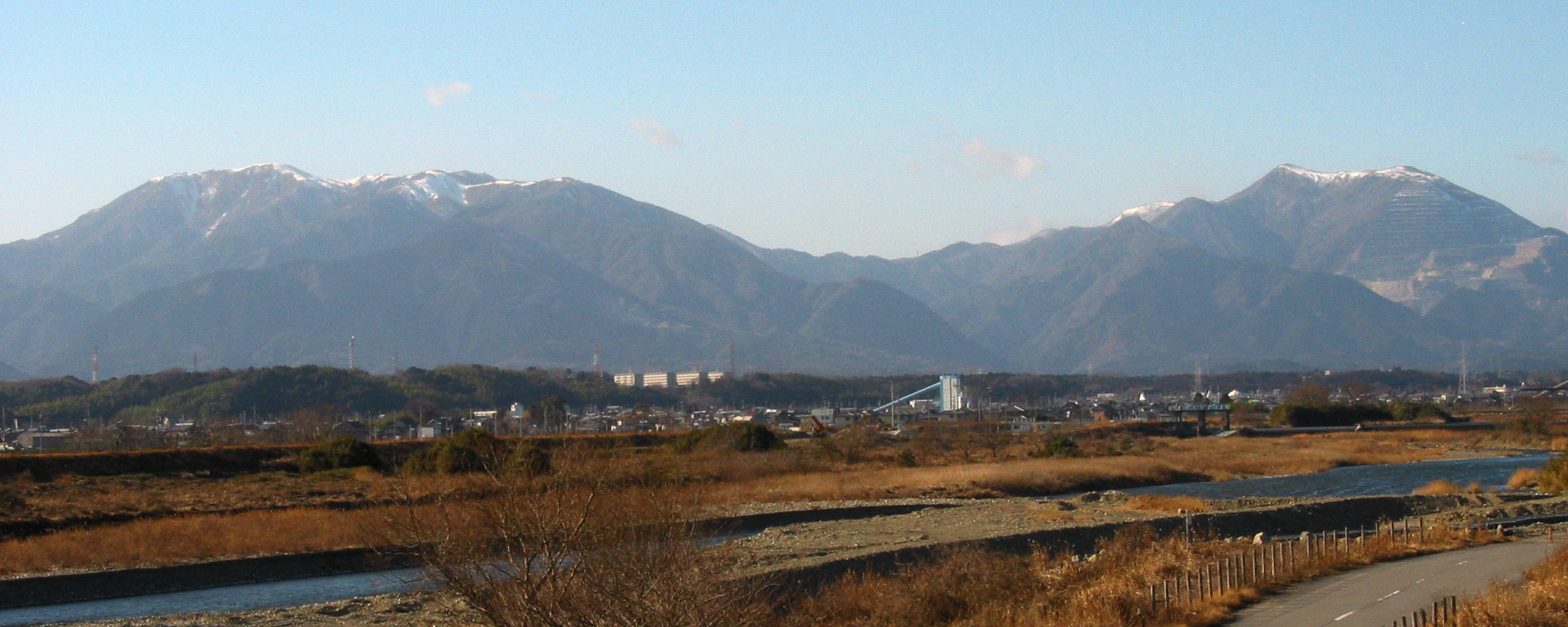
三重県側から望む竜ヶ岳（左）と藤原岳（右）

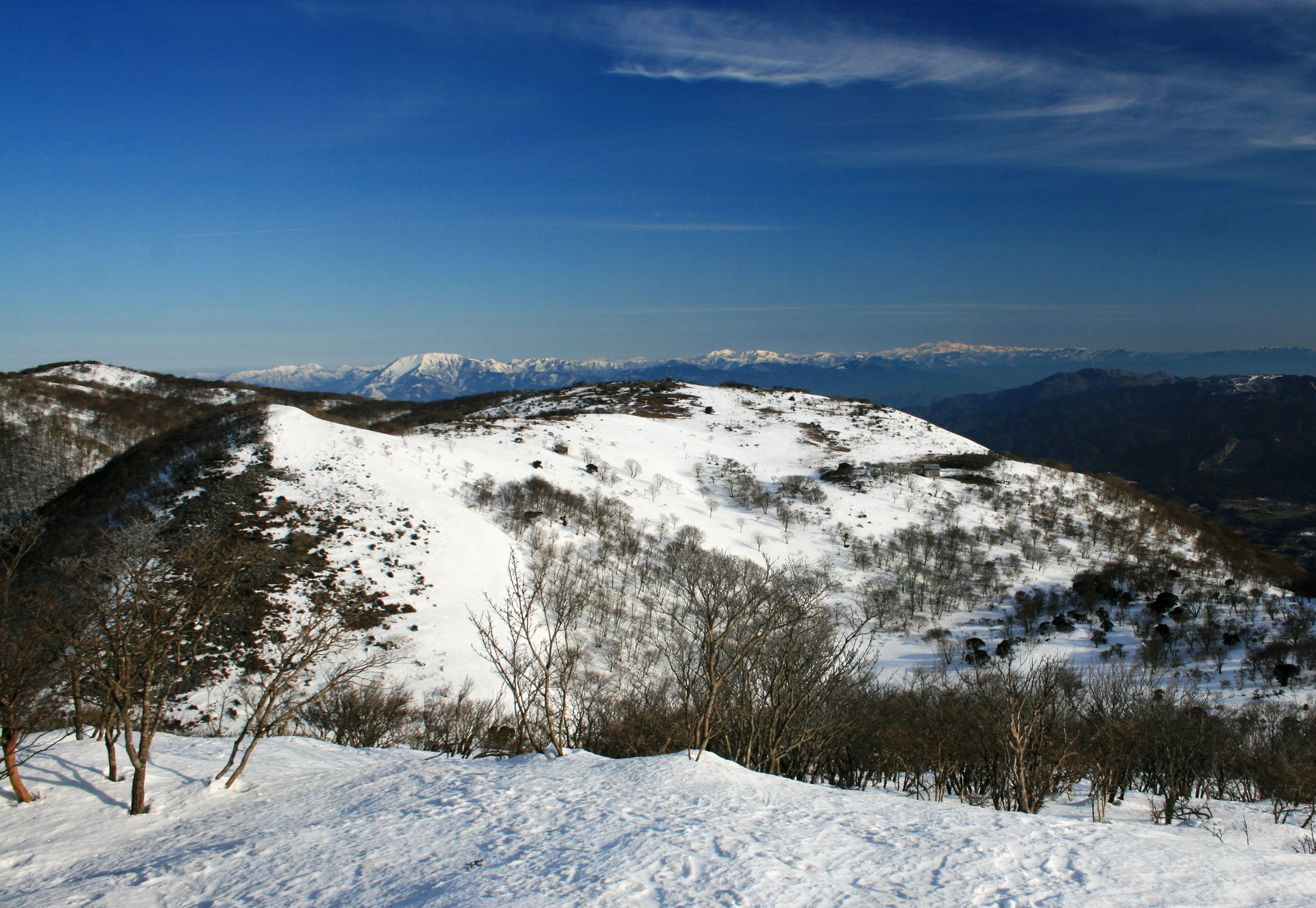
山頂からの北側の展望
雪面の山腹には藤原山荘
遠景は伊吹山、能郷白山、白山

### 周辺の山
鈴鹿山脈の主稜線上にあり、北側には鈴北岳、南側には竜ヶ岳がある。

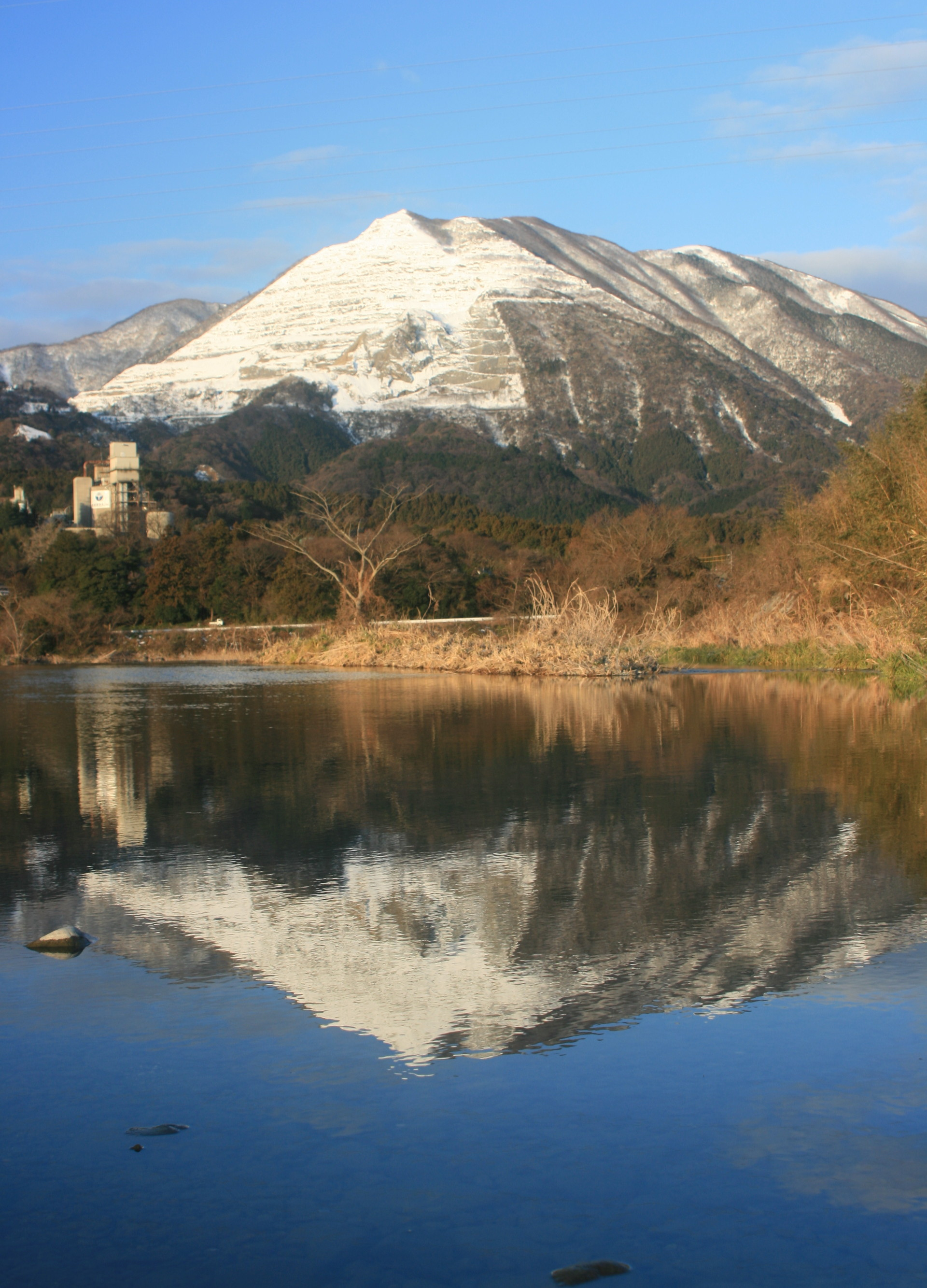
員弁川に映る藤原岳

| 山容 | 山名     | 標高 （m） | 三角点等級 基準点名           | 藤原岳からの 方角と距離(km) | 備考           |
| ---- | -------- | ---------- | ----------------------------- | --------------------------- | -------------- |
|      | 養老山   | 859.31     | 二等 「養老山」               | 北東 13.3                   | 養老山地       |
|      | 御池岳   | 1,247      |                               | 北西 4.1                    | 鈴鹿山脈最高峰 |
|      | 天狗岩   | 1,171      |                               | 北西 1.1                    |                |
|      | 藤原岳   | 1,144      | （標高未確定）                | 0                           | 日本三百名山   |
|      | 竜ヶ岳   | 1,099.26   | 二等 「竜ケ岳」               | 南 4.4                      |                |
|      | 釈迦ヶ岳 | 1,091.89   | 三等 「釈迦ケ岳」             | 南 10.4                     |                |
|      | 御在所岳 | 1,212      | （一等） 「御在所山」1,091.37 | 南 15.7                     | 日本二百名山   |

### 源流の河川
以下の源流となる河川は、琵琶湖及び伊勢湾へ流れる。
- 坂本谷、多志田川、青川（員弁川の支流）
- 茶屋川（愛知川の支流）

### 交通・アクセス
- 三岐鉄道西藤原駅の西南西2.6 kmに位置する。
- 東名阪自動車道桑名インターチェンジの西北西20.5 kmに位置する。